# Jonas Wiström
Jonas Wiström , född 8 april 1716 i Örtomta socken, död 12 januari 1772 i Lillkyrka socken, han var en svensk kyrkoherde i Lillkyrka församling. 

## Biografi
Jonas Wiström föddes 8 april 1716 på Vistlöt i Örtomta socken. Han var son till mjölnaren Jonas Nilsson och Elisabeth Svensdotter. Wiström blev 1735 student vid Uppsala universitet och prästvigdes 10 juni 1742. Han tog pastoralexamen 15 maj 1750 och blev 29 augusti 1750 kyrkoherde i Lillkyrka församling. Wiström avled 12 januari 1772 i Lillkyrka socken.

### Familj
Wiström gifte sig första gången 30 oktober 1759 med Anna Catharina Kernell (1732–1764). Hon var dotter till kyrkoherden i Hallingebergs socken. De fick tillsammans barnen Catharina Elisabeth (1760–1787) och Daniel Jonas. Wiström gifte sig andra gången 9 december 1766 med Johanna Brigitta Giers. Hon var dotter till kyrkoherden Andreas Giers i Ekeby socken.